# Pintada de plomall
La pintada de plomall (Guttera plumifera) és una espècie d'ocell de la família dels numídids (Numididae) que habita la selva humida d'Àfrica central, a Camerun, República Centreafricana, nord i est de la República Democràtica del Congo, el Gabon, República del Congo i Cabinda.